# Moser (Bauunternehmen)

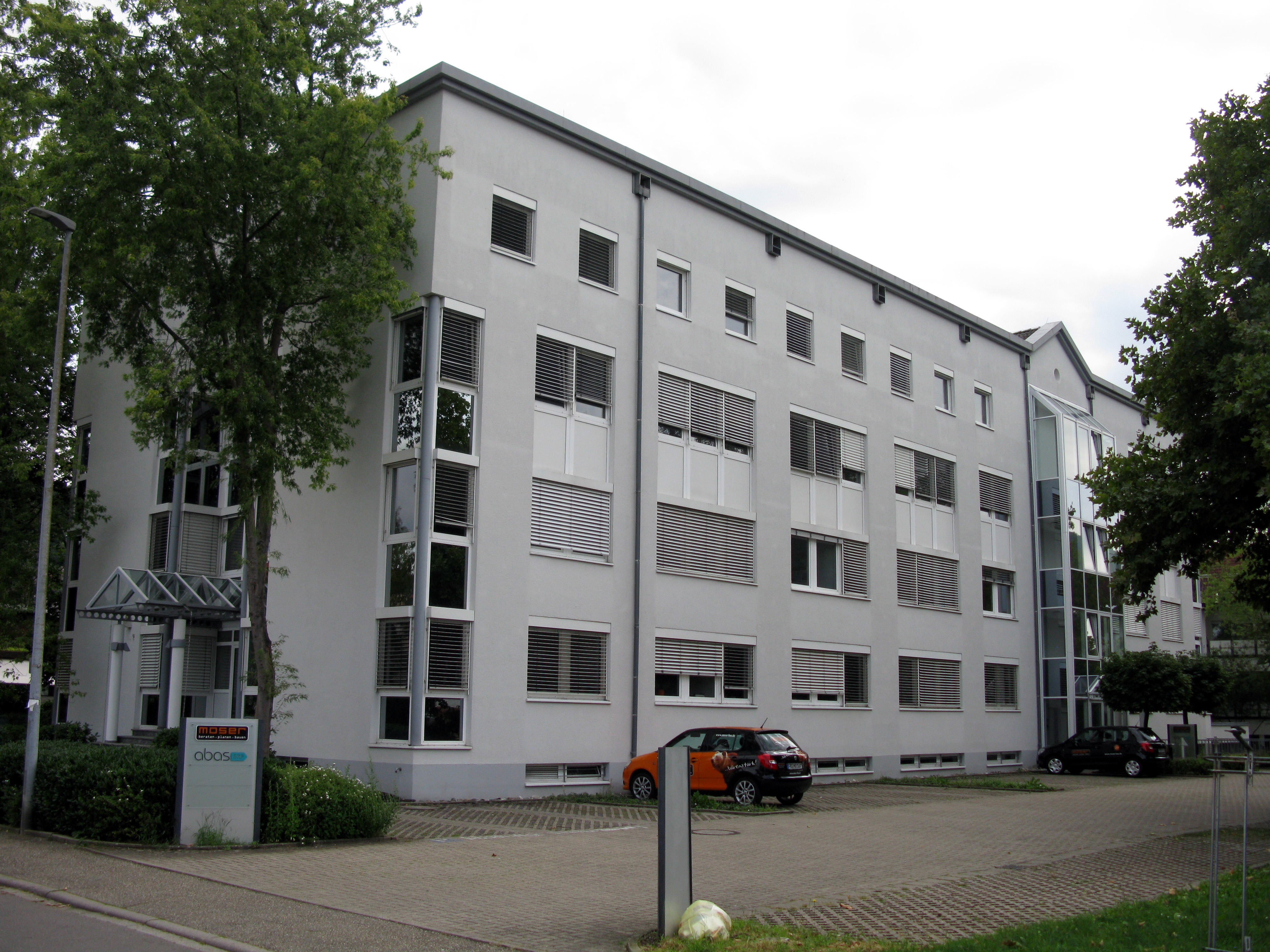
Verwaltungsgebäude von Moser in Merzhausen

Die Moser GmbH & Co. KG ist ein 1934 gegründetes Bauunternehmen mit Hauptsitz in Merzhausen bei Freiburg und Niederlassungen in Baden-Baden und Leonberg. Das Unternehmen ist im Industriebau, Gewerbebau sowie Wohnungsbau tätig.

## Geschichte
Das Unternehmen wurde 1934 von Sebastian Moser gegründet. 1938 erhielt dieser seinen ersten Großauftrag – das Straßenwärtergehöft für Schneepflüge am Feldbergpass. 1939 musste Moser Schutzbauten erstellen und Bombenschäden beseitigen, 80 % seiner Mitarbeiter und sämtliche Baufahrzeuge wurden zu Kriegsbeginn eingezogen. Der Wiederaufbau begann 1945 mit 30 Mitarbeitern, als erstes am Erzbischöflichen Palais – in der Nähe des heutigen historischen Kaufhauses am Münsterplatz. An 3 Tagen in der Woche wurden Gebäude instand gesetzt und die restliche Zeit Lebensmittel gehamstert.
1951 erhielt Moser seinen ersten schlüsselfertigen Auftrag zur Wohnbebauung für das französische Militär in Freiburg. Die Eintragung in das Handelsregister erfolgte 1952. Im Jahr 1970 übernahm der Sohn Hans Moser den elterlichen Betrieb und gründete 1972 die Firma SF Bau Moser GmbH & Co. KG. Die Konstitution des bis heute existierenden Firmenbeirats erfolgte 1982.
1986 erfolgte die Übernahme der Bauunternehmung Dick und Wunsch in Gernsbach. Diese wurde als Niederlassung der Moser GmbH & Co. KG fortgeführt und 1990 in das heutige Verwaltungsgebäude mit Bauhof nach Baden-Baden verlegt. 1988 trat Volker Lüdke in das Unternehmen ein. Im Jahr 2001 wurde er als Geschäftsführer bestellt und übernahm 2007 die Kapitalmehrheit. 1991 wurde in Freiburg der neue Bauhof mit Fertigteilwerk in Betrieb genommen und 1992 das neue Verwaltungsgebäude in Merzhausen bei Freiburg bezogen. 2002 wurde am Standort Freiburg der Bereich Moser Bauservice gegründet. Der Schwerpunkt in diesem Bereich liegt seither bei Renovierungs-, Sanierungs-, Erweiterungs- und Umbaumaßnahmen.
Im Jahr 2008 wurde eine weitere Niederlassung in Stuttgart gegründet. 2014 fand der Umzug und die Einweihung des neuen Verwaltungsgebäudes mit Bauhof der Niederlassung Stuttgart am heutigen Standort in Leonberg statt.

## Realisierte Bauprojekte
- 1938: 1. Großauftrag: Straßenwärter Gehöft für Schneepflüge am Feldbergpass
- 1951: 1. schlüsselfertiger Auftrag: Wohnbebauung für das französische Militär in Freiburg
- 1960: Errichtung Geschäftshäuser Herder Kronimus in Freiburg
- 1972: Neubau Landespolizeidirektion Freiburg als Vorläufer eines PPP-Models
- 1980: Neubau Musikhochschule Freiburg
- 1988: Neubau Katharinenhospital in Stuttgart
- 1998: Erstellung des Rohbaus der Neuen Messe Freiburg
- 2003: Erstellung des Rohbaus der Neuen Messe Karlsruhe
- 2004: Schlüsselfertige Erstellung des Hotels Colosseo im Europa-Park in Rust
- 2007: Erstellung des Rohbaus der Dualen Hochschule Lörrach[3]
- 2010: Sanierung des 1. Passiv Solarhochhauses, Bugginger Straße 50 in Freiburg
- 2011: Schlüsselfertige Erstellung eines neuen Verwaltungsgebäudes mit Auszeichnung, Energiedienst Rheinfelden[4]
- 2013: Erstellung des Rohbaus der Universitätsbibliothek  in Freiburg[5]
- 2015: Abschluss der bisher größten Projektentwicklung – Bürogebäude mit ca. 12.000 m² Bürofläche in Freiburg[6]
- 2016: Fertigstellung des bisher größten Schlüsselfertigbau Projektes – Produktionsgebäude mit Verwaltung und Kantine, ARaymond in Weil am Rhein
- 2017: Ausführung der Rohbauarbeiten bei der Erweiterung der Messe Stuttgart – Neubau Eingang West und Halle 10 (Paul-Horn-Halle) mit 25.000 m² Bruttogeschossfläche
- 2024: Fertigstellung des ersten Rohbauauftrags in Holzhybridbauweise: Neubau des Landratsamts Rems-Murr-Kreis in Waiblingen